# Bagdad (Arizona)
Bagdad – jednostka osadnicza w Stanach Zjednoczonych, w stanie Arizona, w hrabstwie Yavapai. Zbudowana pod koniec XIX wieku, aby pomieścić pracowników z sąsiedniej kopalni. 
Znajduje się tutaj firma górnicza Freeport-McMoRan, która jest wiodącym na świecie producentem molibdenu i drugim co do wielkości producentem miedzi. 